# Elecciones parlamentarias de Grecia de 1977
Las elecciones parlamentarias de Grecia de 1977, segundas desde la democratización del país, tuvieron lugar el 20 de noviembre para renovar el Consejo de los Helenos. Fueron convocadas casi un año antes de lo previsto por petición del primer ministro Constantinos Karamanlís, luego de negociarlo con los líderes políticos de los demás partidos.
El partido gobernante Nueva Democracia (ND) ganó las elecciones por amplio margen y revalidó su mayoría absoluta con el 41.8% del voto popular y 171 de los 300 escaños, pero perdió la mayoría de dos tercios que había obtenido en 1974. Su declive, aunque ínfimo, se debió a la formación de dos nuevas fuerzas que ocuparon los espacios de la derecha monárquica, Alineación Nacional (EP) y el Partido de los Nuevos Liberales (KN). Por otro lado, el Movimiento Socialista Panhelénico (PASOK), obtuvo un muy buen resultado en comparación con las anteriores elecciones, obteniendo un 25.3% de los votos y 93 escaños, convirtiéndose además en el principal partido de la oposición. De este modo, quedó configurado el bipartidismo entre ND y el PASOK que duraría hasta junio de 2012.

## Contexto
Las elecciones para el segundo Consejo de los Helenos deberían haberse celebrado el 12 de noviembre de 1978. Sin embargo, en septiembre de 1977, el primer ministro Constaninos Karamanlís solicitó que se las adelantara un año, alegando que el gobierno del partido Nueva Democracia (ND), que contaba con una mayoría de dos tercios tras su histórica victoria en 1974, necesitaba someterse a una nueva elección debido al conflicto con Turquía por la invasión del norte de Chipre, y la continuación de las negociaciones para unirse a la Comunidad Económica Europea. Según Karamanlís, ambas situaciones requerían que el gobierno de turno fuera nuevamente ratificado por voto popular antes de proceder, en lugar de enfrentar un período preelectoral prolongado.
Andreas Papandréu, líder del Movimiento Socialista Panhelénico (PASOK), se manifestó a favor del adelanto de los comicios, confiado en que su partido obtendría un buen resultado. En cambio Georgios Mavros, líder de la Unión de Centro Democrático (EDIK), principal partido de la oposición en el parlamento, se mostró inquieto por una posible debacle electoral. Karamanlís lo convenció de aprobar el adelanto sugiriéndole una posible cooperación entre el ND y la EDIK.

## Resultados
|  | 41.84 % |

|  | 25.34 % |

|  | 11.95 % |

|  | 9.36 % |

|  | 6.82 % |

|  | 2.72 % |

|  | 1.08 % |

|  | 0.23 % |

|  | 4.25 % |

|  | 0.44 % |

|  | 98.77 % |

|  | 1.23 % |

|  | 77.76 % |

|  | 22.24 % |